# My Story (album d'Ayumi Hamasaki)
Pour les articles homonymes, voir My Story.
 (mars 2023).
Si vous disposez d'ouvrages ou d'articles de référence ou si vous connaissez des sites web de qualité traitant du thème abordé ici, merci de compléter l'article en donnant les références utiles à sa vérifiabilité et en les liant à la section « Notes et références ».
Albums de Ayumi Hamasaki
RAINBOW
(2002) (miss)understood
(2006)
EPs par Ayumi Hamasaki
Memorial address
(2003)
Remix par Ayumi Hamasaki
MY STORY Classical
(2005)
Singles
MY STORY est le sixième album original de Ayumi Hamasaki, en excluant ses mini-albums, compilations et albums de remix.

## Présentation
L'album sort le 15 décembre 2004 au Japon sous le label avex trax, produit par Max Matsuura ; il sort un an après le précédent album original de la chanteuse, le mini-album spécial Memorial address sorti fin 2003, et deux ans après son dernier album complet, RAINBOW sorti fin 2002. Il atteint la première place du classement de l'Oricon. Il se vend à 574 321 exemplaires la première semaine, et reste classé pendant quarante-trois semaines, pour un total de 1 132 444 exemplaires vendus durant cette période. L'album reste 1er pendant plusieurs semaines, et est certifié quatre fois disque de platine et triple platine dans le monde entier. Il devient le 222e album japonais le plus vendu de tous les temps.
C'est le deuxième album de la chanteuse, après le précédent mini-album, à sortir aussi en version « CD+DVD » avec un DVD supplémentaire contenant les clips vidéo de sept des titres de l'album et quatre de leurs making of ; cette version est disponible en éditions limitées avec quatre pochettes possibles, différentes de celle de la version CD seul. C'est son seul album à sortir également aux formats DVD-Audio et SACD, disponibles durant la tournée de promotion de l'album, le « ayumi hamasaki ARENA TOUR 2005 A 〜MY STORY〜 », de janvier à avril 2005.
L'album contient quinze chansons, plus deux interludes musicaux (WONDERLAND et Kaleidoscope), dont seulement quatre étaient déjà parues sur les trois singles sortis dans l'année : Moments, INSPIRE (avec GAME en face B), et CAROLS. Tous les textes sont écrits par Ayumi Hamasaki, qui a également composé trois des chansons sous son pseudonyme « CREA » (WONDERLAND, winding road et Humming 7/4). Six des autres titres son composés par son nouveau collaborateur artistique Tetsuya Yukumi. Onze des chansons seront ré-arrangées pour figurer sur une version orchestrale de l'album qui sortira trois mois plus tard : l'album spécial MY STORY Classical, généralement classé parmi ses albums de remix.
Trois des chansons inédites (About You, my name's WOMEN, et walking proud) serviront de thèmes musicaux pour des campagnes publicitaires pour divers produits, comme celles des singles. Elles bénéficieront aussi de clips vidéos, de même que le titre Humming 7/4, bien que ne sortant pas en single : trois des clips figurent sur le DVD, avec ceux des quatre chansons sorties en single, mais celui de my name's WOMEN ne sortira que quatre mois plus tard sur la version CD+DVD du single suivant : STEP you / is this LOVE?.

## Liste des titres
Toutes les paroles sont écrites par Ayumi Hamasaki.
| 1.  | Catcher In The Light            | CMJK             | CMJK                   | 2:44 |
| 2.  | About You                       | Kazuhito Kikuchi | Tasuku                 | 3:58 |
| 3.  | GAME (Face B du single INSPIRE) | Bounceback       | HΛL                    | 4:11 |
| 4.  | my name's Women                 | Bounceback       | HΛL                    | 5:38 |
| 5.  | WONDERLAND                      | CREA             | CREA                   | 1:34 |
| 6.  | Liar                            | Raita Ikemoto    | CMJK, Takahiro Izutani | 4:58 |
| 7.  | HOPE or PAIN                    | Tetsuya Yukumi   | CMJK                   | 4:19 |
| 8.  | HAPPY ENDING                    | Tetsuya Yukumi   | CMJK                   | 4:42 |
| 9.  | Moments                         | Tetsuya Yukumi   | Hikari                 | 5:29 |
| 10. | walking proud                   | Tetsuya Yukumi   | Hikari                 | 5:14 |
| 11. | CAROLS                          | Tomoya Kinoshita | CMJK                   | 5:29 |
| 12. | Kaleidoscope (instrumental)     | HΛL              | HΛL                    | 1:49 |
| 13. | INSPIRE                         | Tetsuya Yukumi   | HΛL                    | 4:31 |
| 14. | HONEY                           | Tetsuya Yukumi   | HΛL                    | 5:10 |
| 15. | Replace                         | Kazuhito Kikuchi | HΛL                    | 5:05 |
| 16. | winding road                    | CREA             | Hikari                 | 5:02 |
| 17. | Humming 7/4                     | CREA             | Kotaro Kubota          | 4:25 |

| 1.  | Moments (vidéo-clip)       | Tetsuo Inoue    | 5:38 |
| 2.  | INSPIRE (vidéo-clip)       | Tetsuo Inoue    | 5:37 |
| 3.  | GAME (vidéo-clip)          | Hideaki Sunaga  | 4:23 |
| 4.  | CAROLS (vidéo-clip)        | Masashi Muto    | 6:15 |
| 5.  | About You (vidéo-clip)     | Hideaki Sunaga  | 4:02 |
| 6.  | walking proud (vidéo-clip) | Ken Sueda       | 5:41 |
| 7.  | Humming 7/4 (vidéo-clip)   | Wataru Takeishi | 4:40 |
| 8.  | Moments (making of)        | Tetsuo Inoue    | 5:33 |
| 9.  | INSPIRE (making of)        | Tetsuo Inoue    | 5:01 |
| 10. | GAME (making of)           | Hideaki Sunaga  | 4:19 |
| 11. | CAROLS (making of)         | Masashi Muto    | 5:49 |